# Wierzba iwa
Wierzba iwa (Salix caprea L.) – gatunek roślin z rodziny wierzbowatych, rodzimy dla Europy i Azji. W Polsce gatunek pospolity na całym niżu i w górach aż po regiel górny.

## Morfologia

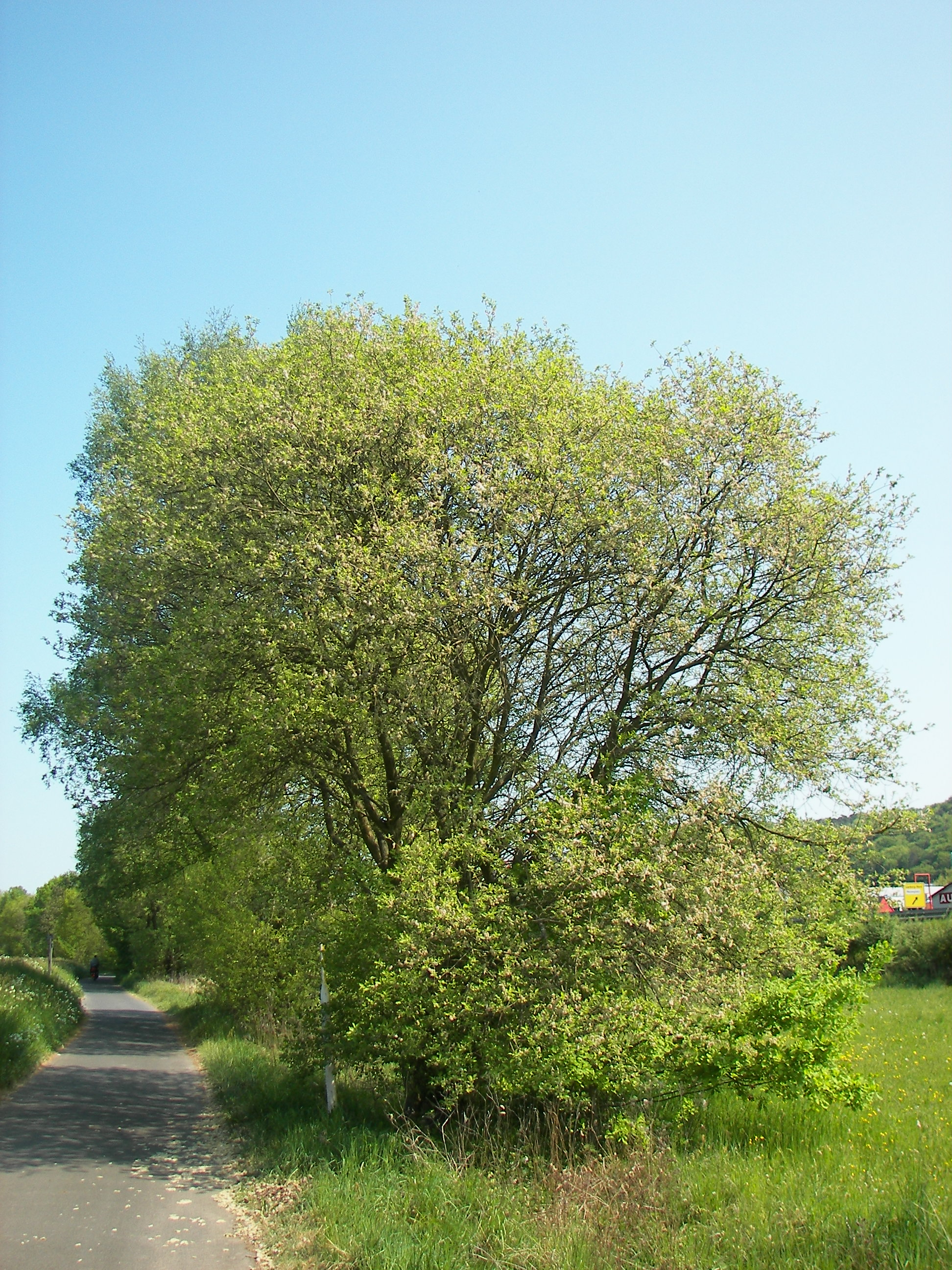
Wierzba iwa, okolice Puszczy Kampinoskiej

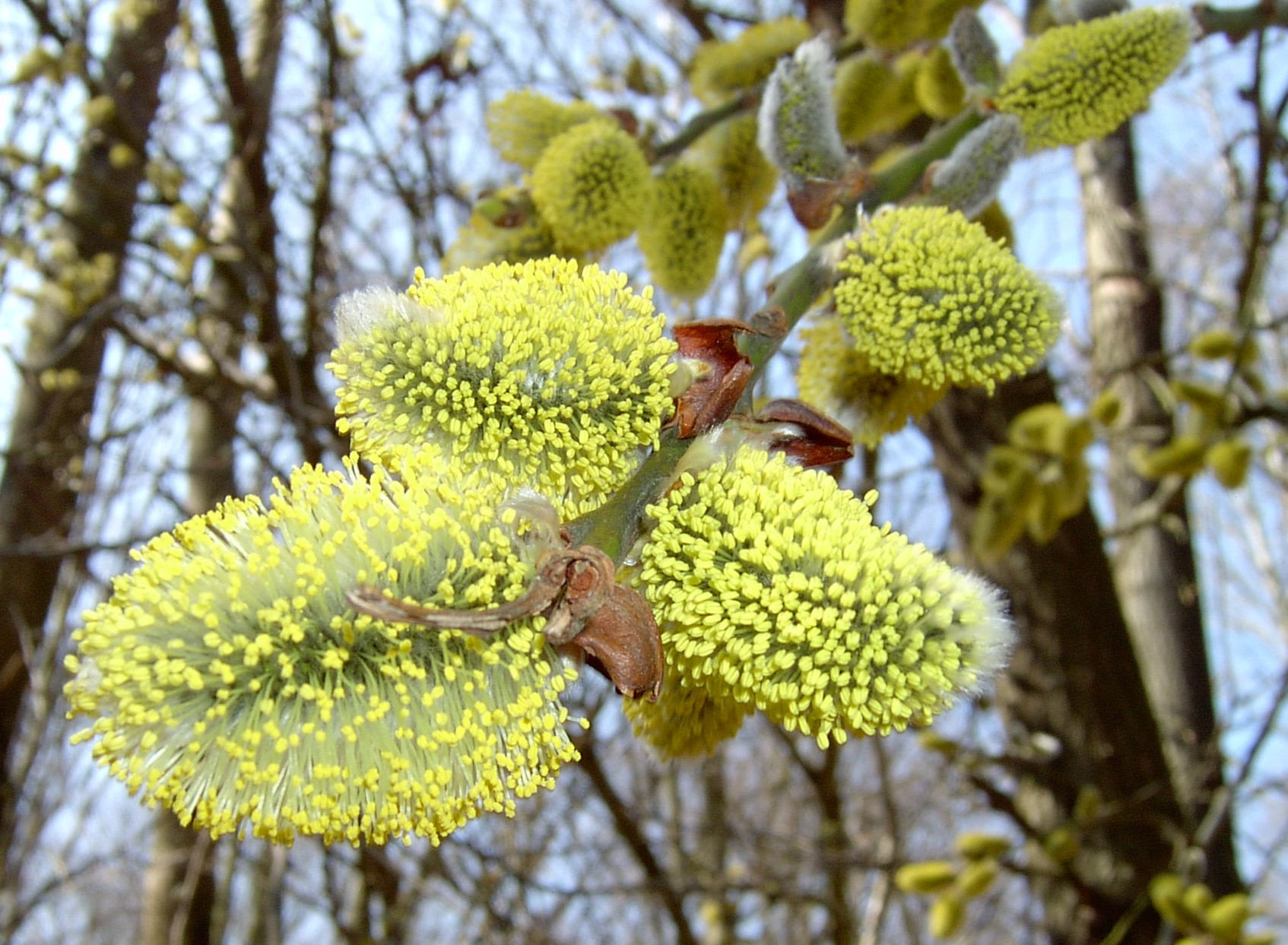
Kwiatostany męskie wierzby iwy

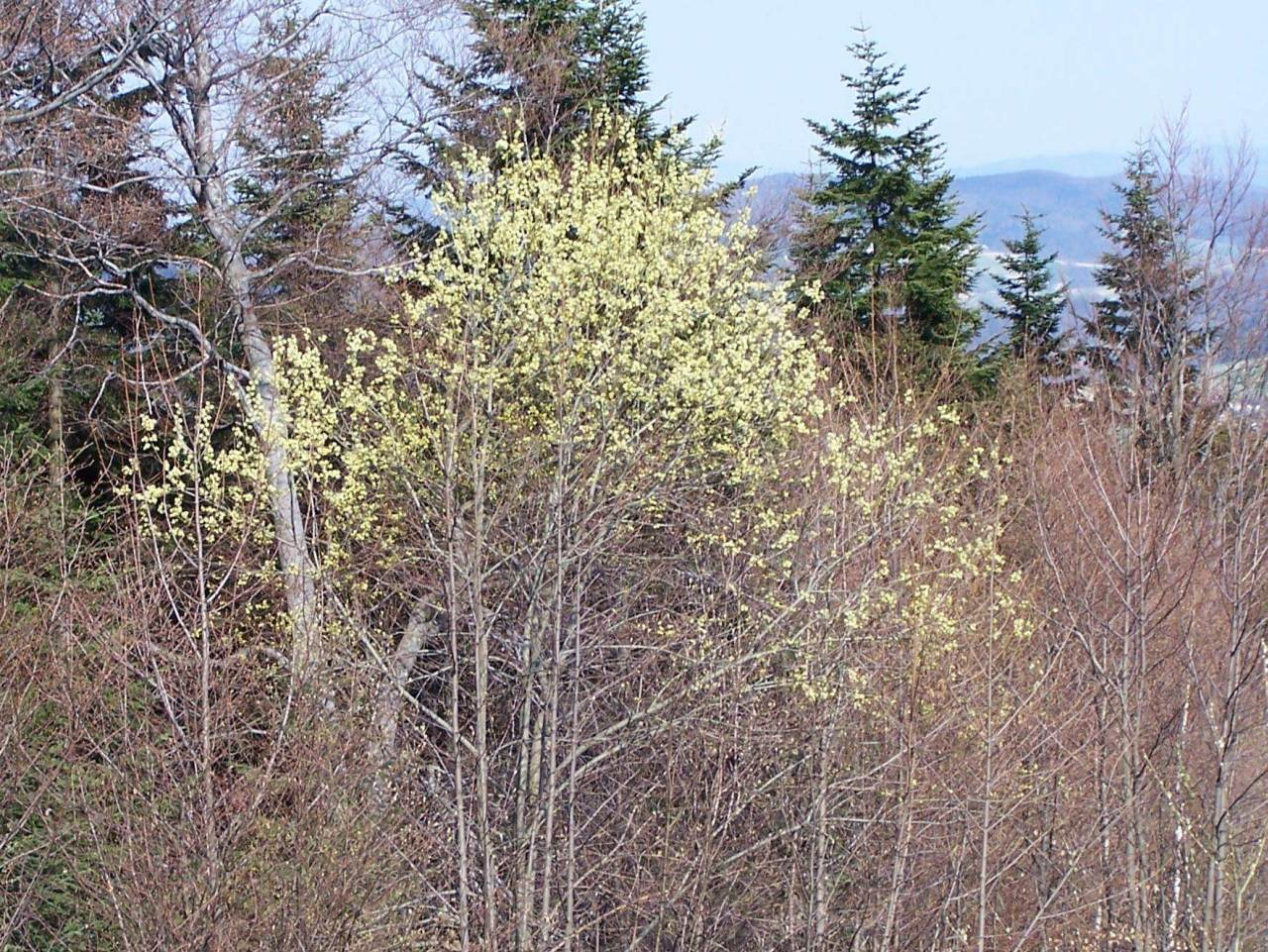
Wierzba iwa wczesną wiosną (osobnik męski)

PokrójKrzew do 9 m wysokości, albo drzewo dorastające do 22 m. Pokrój kulisty. Młode pędy są grube, barwy oliwkowej do brunatnoczerwonawej, z początku krótko owłosione, później łysiejące.
PieńNa pniu i na grubszych gałęziach obserwuje się ciemne romboidalne pęknięcia w rzędach. Stanowią one dobrą cechę rozpoznawczą tej wierzby. Kora ma kolor szary i jest spękana.
DrewnoMiękkie i lekkie z czerwonobiałym bielem i żółtawobrunatną twardzielą.
LiścieSzerokoeliptyczne, do dwu razy tak długie jak szerokie, krótko, skośnie zaostrzone. Brzeg liścia nieregularnie słabo pikowany lub całobrzegi, na krótkich pędach przeważnie gładki i falisty. Górna powierzchnia liścia żywozielona do oliwkowej, naga, lekko lśniąca do matowej; tylko główny nerw jest lekko wystający i przylegająco owłosiony. Dolna strona liścia, z mocno wystającą siecią nerwów, trwale gęsto białawo owłosiona i miękka w dotyku. Ogonek liściowy około 1 cm długości, owłosiony, przylistki zwykle obecne, 1 cm długości, sercowate do nerkowatych, ząbkowane.
KwiatyRoślina dwupienna. Wielkie kotki (bazie) ukazują się przed liśćmi, przed rozkwitnięciem otoczone są białym futerkiem włosków, pochodzącym od długobrodych przysadek i chroniącym młode kwiaty przed mrozem. Kotki mają bardzo krótkie szypuły, męskie są jajowate, 2–3 cm długie, gęsto kwiatowe, żeńskie są podłużno-jajowate, do 4 cm długości. Zalążnia na długim trzonku, gęsto owłosiona; przysadka dwubarwna, u nasady jasna, wierzchołek ciemnobrunatny do czarnego, gęsto i długo owłosiony, brodaty. Szyjka bardzo krótka, rozgałęzienia znamion wyprostowane, skłaniające się ku sobie. U nasady kwiatu jest osadzony krótki gruczoł miodnikowy.

## Biologia i ekologia
Siedlisko: widne lasy, zarośla. Fanerofit. W klasyfikacji zbiorowisk roślinnych gatunek charakterystyczny dla All. Sambuco-Salicion i Ass. Epilobio-Salicetum. Roślina miododajna i owadopylna. Jest najwcześniej kwitnącą krajową wierzbą. Nasiona rozsiewane przez wiatr.

## Zmienność
Wyróżnia się odmiany uprawne 'Kilmarnock' (męska) i 'Weeping Sally' (żeńska).
Ponadto tworzy mieszańce z innymi gatunkami wierzb. W naturze można często spotkać, różniące się od typowej formy i trudne do oznaczenia, mieszańce m.in. z: w. alpejską, w. czerniejącą, w. długokończystą, w. lapońską, w. oszczepowatą, w. piaskową, w. płożącą, w. purpurową, w. rokitą, w. śniadą, w. śląską, w. uszatą, w. wiciową, w. szarą, w. siwą.

## Zastosowanie
- Czasami jest uprawiana jako roślina ozdobna (głównie okazy męskie, które są bardzo ładne podczas kwitnienia).
- Zawiera m.in. salicynę (kwas salicylowy) i taninę.
- Od starożytności kora wierzbowa była używana jako środek przeciwbólowy i przeciwgorączkowy.